# گزوندبرونن (برلین)
گزوندبرونن (به آلمانی: Berlin-Gesundbrunnen) یک منطقهٔ مسکونی در آلمان است که در Mitte واقع شده‌است. گزوندبرونن ۸۱٬۱۱۰ نفر جمعیت دارد.